# Dwór Kiwerskich w Rejowcu Fabrycznym
Dwór Kiwerskich – dwór w Rejowcu Fabrycznym zbudowany w 1895 roku przez Mieczysława Morawskiego. Po jego śmierci dobra objął jego zięć Jan Kiwerski. Przy dworze założono park ze szpalerami grabów, świerków i kasztanowców. Jest to parterowy, murowany budynek z gankiem. Mieści się przy ulicy Lubelskiej.
Dwór jest jedynym rejestrowanym zabytkiem Rejowca Fabrycznego. W budynku znajduje się siedziba Miejskiego Ośrodka Kultury „Dworek”.